# Paul Chambriard
Paul Chambriard, né le 2 août 1886 à Brioude (Haute-Loire) et mort le 2 juin 1964 à Brioude (Haute-Loire), est un homme politique français.

## Détail des fonctions et des mandats
Mandats locaux
- Maire de Brioude
- Conseiller général du canton de Brioude

Mandats parlementaires
- 8 décembre 1946 - 19 juin 1955 : Sénateur de la Haute-Loire
- 19 juin 1955 - 26 avril 1959 : Sénateur de la Haute-Loire